# Belgiens Grand Prix 1999
Belgiens Grand Prix 1999 var det tolfte av 16 lopp ingående i formel 1-VM 1999.

## Resultat
1. David Coulthard, McLaren-Mercedes, 10 poäng
2. Mika Häkkinen, McLaren-Mercedes, 6
3. Heinz-Harald Frentzen, Jordan-Mugen Honda, 4
4. Eddie Irvine, Ferrari, 3
5. Ralf Schumacher, Williams-Supertec, 2
6. Damon Hill, Jordan-Mugen Honda, 1
7. Mika Salo, Ferrari
8. Alessandro Zanardi, Williams-Supertec
9. Jean Alesi, Sauber-Petronas
10. Rubens Barrichello, Stewart-Ford
11. Giancarlo Fisichella, Benetton-Playlife
12. Jarno Trulli, Prost-Peugeot
13. Olivier Panis, Prost-Peugeot
14. Alexander Wurz, Benetton-Playlife
15. Jacques Villeneuve, BAR-Supertec
16. Marc Gené, Minardi-Ford

### Förare som bröt loppet
- Pedro de la Rosa, Arrows (varv 35, transmission)
- Luca Badoer, Minardi-Ford (33, upphängning)
- Ricardo Zonta, BAR-Supertec (33, växellåda)
- Johnny Herbert, Stewart-Ford (27, bromsar)
- Pedro Diniz, Sauber-Petronas (19, snurrade av)
- Toranosuke Takagi, Arrows (0, koppling)

## VM-ställning
| Förarmästerskapet 1. Mika Häkkinen, McLaren-Mercedes, 60 2. Eddie Irvine, Ferrari, 59 3. David Coulthard, McLaren-Mercedes, 46 | Konstruktörsmästerskapet 1. McLaren-Mercedes, 106 2. Ferrari, 97 3. Jordan-Mugen Honda, 47 |